# Govindapura, Chikmagalur
Govindapura là một làng thuộc tehsil Chikmagalur, huyện Chikmagalur, bang Karnataka, Ấn Độ.